# آیه امن یجیب

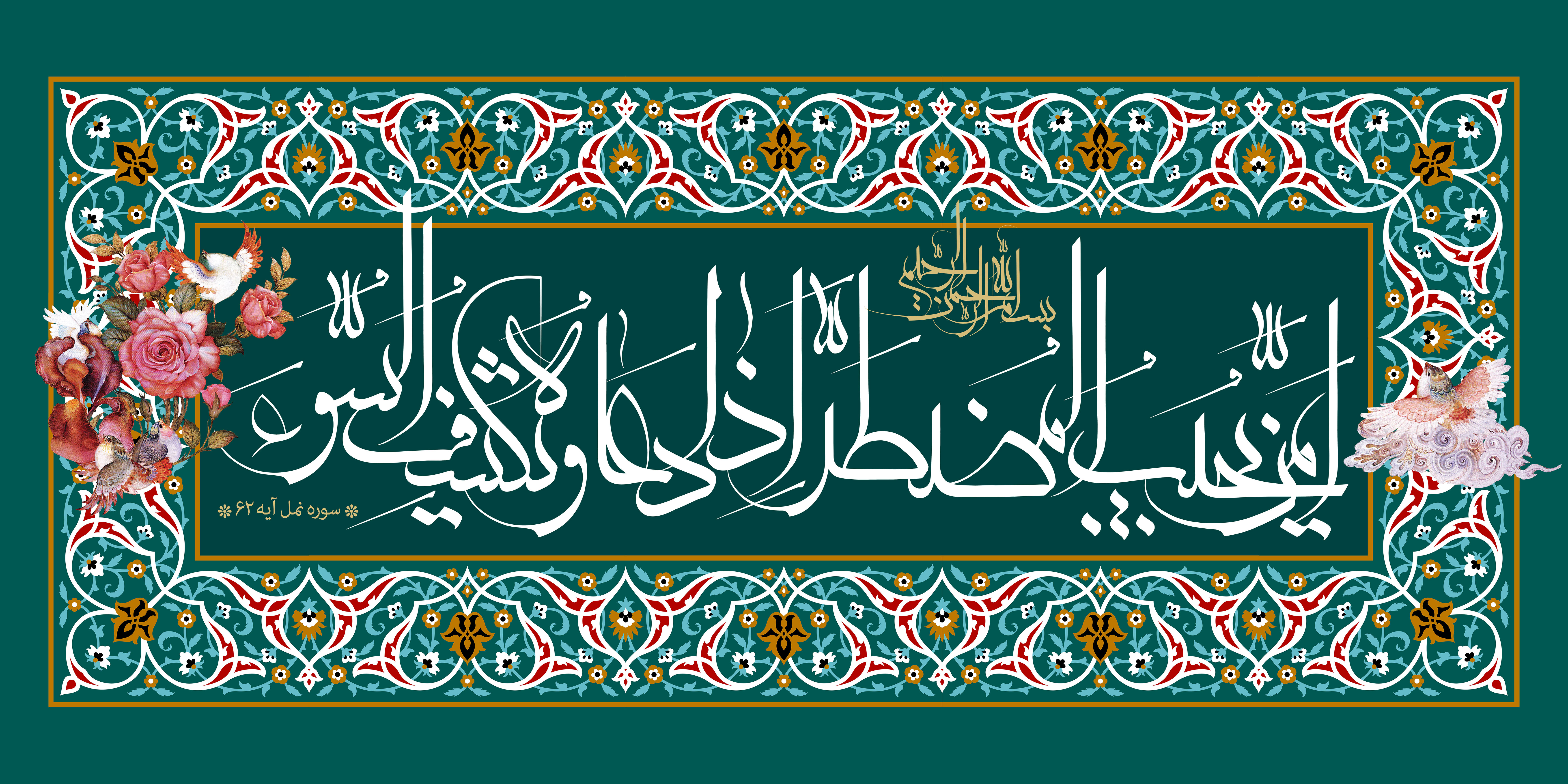
خوشنویسی آیه امن یجیب

آیه امن یجیب شصت و دومین آیه سوره نمل است. این آیه که به عنوان دعا استفاده می‌شود؛ بیشتر برای نجات از گرفتاری، ناراحتی و بیماری‌ها توسط مسلمانان خوانده‌می‌شود. در این دعا، روی واژه مضطر تأکید شده‌ است؛ یعنی این‌که دعا باید صادقانه باشد و انسان مضطر که به غیر از خدا امیدی ندارد، دعایش خالصانه است و خدا نیز استجابت می‌نماید.

## متن
أَمَّن یُجِیبُ الْمُضْطَرَّ إِذَا دَعَاهُ وَیَکْشِفُ السُّؤَ وَیَجْعَلُکُمْ خُلَفَاء الْأَرْضِ أَإِلَهٌ مَّعَ اللَّهِ قَلِیلًا مَّا تَذَکَّرُونَ[۲۷–۶۲]

ترجمه فارسی آن 
... کیست که دعای درمانده را چون بخواندش، اجابت می‌کند، و بلا را دور می‌گرداند …